# Melchor Llopis Corona
Melchor Llopis Corona conocido como Chorico (Alicante, España, 11 de abril de 1905 - Alicante, 24 de mayo de 1993) fue un futbolista español. Jugó de defensa en el Alicante, Hércules, Levante y Olympique de Husendel. Su hermano fue el también futbolista José Llopis Corona exjugador del Real Madrid.

## Trayectoria
Chorico, también llamado en algunas crónicas periodísticas de la época como Melchor, fue un futbolista en los años 1920. Se inició en el Alicante, posteriormente jugó en el Hércules y Levante hasta que se trasladó a Argel donde jugó en el Olympique Husendel.

## Clubes
| Club               | País    | Año       |
| ------------------ | ------- | --------- |
| Alicante           | España  | 1922-1924 |
| Hércules           | España  |           |
| Levante            | España  |           |
| Olympique Husendel | Argelia |           |